# Biro (Benin)
Biro è un arrondissement del Benin situato nella città di Nikki (dipartimento di Borgou) con 10.686 abitanti (dato 2006).